# استان شیشاوه
استان شیشاوه (به فرانسوی: Province de Chichaoua) یک استان در مراکش است که در مراکش آسفی واقع شده‌است. استان شیشاوه ۳۳۹٬۸۱۸ نفر جمعیت دارد.